# Tensorul Riemann

.

În geometria diferențială, tensorul Riemann este un tensor de tip (1,3) care codifică în mod complet curbura dintr-o varietate riemanniană. Originea numelui vine de la matematicianul de origine germană Bernhard Riemann și în general este indicată prin intermediul simbolulurilor:
{\displaystyle R_{jkl}^{i}\,\!.}
Toate celelalte entități care descriu curbura unei varietăți pot fi deduse de tensorul Riemann, de exemplu 
tensorul Rici, tensor de tip (0,2), curbura scalară si Curbură secțională.
Este un instrument matematic central în teoria relativității generale teorie modernă a gravitației, iar curbura spațiu timpului este în principiu observabilă prin ecuația de abatere geodezică. Tensorul de curbură reprezintă forța de maree experimentată de un corp rigid care se deplasează de-a lungul unei geodezice, într-un sens precizat de ecuația Jacobi.